# André Gomes (futebolista brasileiro)
Luiz André Gomes, mais conhecido como André Gomes (Rio de Janeiro, 23 de dezembro de 1975), é um ex-futebolista brasileiro que atuava como volante.

## Carreira
André Gomes, antes de ser tornar jogador de futebol, atuou pelo futsal do Vasco da Gama. 
Depois iniciou nos gramados pelo Guarani de Cruz Alta. Em seguida, foi para a China atuar pelo Sichuan. 
Retornou ao Brasil, onde atuou pelo Friburguense e foi para o Flamengo, fazendo quase 90 jogos pelo rubro-negro. 
Passou pelo futebol coreano e até pelo Chipre, onde atuou pelo Chonbuk Hyundai e Omonia. 
Retornou ao Brasil, onde defendeu o CFZ, Guanabara e América-RJ. Defendeu o Macaé, foi para o Duque de Caxias e em 2015 foi pro Olaria. Aposentou-se em 2016, aos 41 anos, pelo mesmo clube que começou, o Guarani de Cruz Alta.

## Títulos
Chonbuk Hyundai
- Supercopa da Koreia: 2004

Omonia
- Copa do Chipre: 2005
- Supercopa do Chipre: 2005

Duque de Caxias
- Copa Rio: 2013